# Xylosma suaveolens
Xylosma suaveolens är en videväxtart. Xylosma suaveolens ingår i släktet Xylosma och familjen videväxter.

## Underarter
Arten delas in i följande underarter:
- X. s. gracile
- X. s. haroldii
- X. s. pubigerum
- X. s. angustifolium